# Пенк, Альбрехт

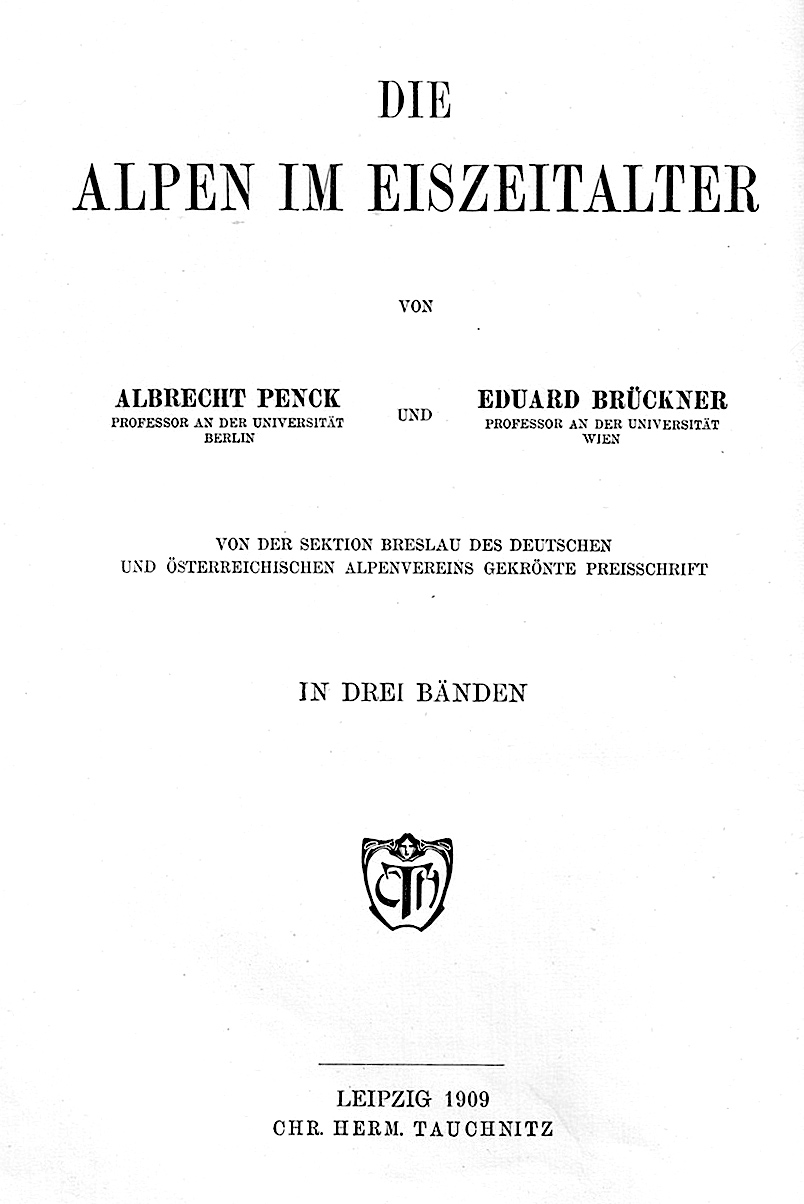
Титульный лист классического труда А. Пенка и Э. Брюкнера "Альпы в ледниковый период"

Альбрехт Пенк (нем. Albrecht Penck; 25 сентября 1858 года, Ройдниц под Лейпцигом — 7 марта 1945 года, Прага) — немецкий геолог, географ, океанограф, отец Вальтера Пенка.

## Биография
Альбрехт Пенк - сын бизнесмена Эмиля Пенка (1829—1880) и его супруги Елизаветы Пенк (1833—1896).
C 1885 по 1906 год Пенк был профессором Венского университета, затем, с 1906 по 1927 год — профессор Университета «Фридрих-Вильгельм» в Берлине.
В 1886 году Пенк женился на Иде Гангхофер (1863—1944), сестре Людвига Гангхофера — известного баварского писателя. Их сын — Вальтер Пенк стал известным географом и геоморфологом.
После смерти Фердинанда фон Рихтгофена, в период 1906—1927 гг., Альбрехт Пенк состоял директором Географического института при университете «Фридрих-Вильгельм». Действительный член Московского общества испытателей природы (с 1889). Член Шведской Королевской академии наук (с 1906).
До 1918 года он также руководил институтом и музеем океанографии. Пенк посвятил себя изучению геоморфологии и климатологии. С 1928 года преподавал в немецком университете Карла-Фердинанда в Праге. Альбрехт Пенк умер в Праге 7 марта 1945. В память о нём известный немецкий художник и скульптор Ральф Винклер взял псевдоним А. Р. Пенк (A. R. Penck).

## Научная школа Пенка
Пенк поднял венскую школу физической географии на международный уровень.  Пенк изучал проблемы оледенения и геоморфологии (особенно в Альпах), работал в экспедициях в горах Испании, северного Марокко, Канады, Австралии, Китая, Японии и в ряде других районов. Занимался гидрографией Дуная. Является автором пионерской классификации климатов. Соавтор (вместе с Э. Брикнером) концепции древнего оледенения (1909). Именно они предложили подразделять ледниковый период на эпохи: гюнц, миндель, рисс, вюрм. Ввёл в геоморфологию понятие о «верхнем уровне денудации» (1889), считая, что главными факторами, влияющими на высоту гор, являются: высота снеговой границы и высота границы леса. Они определяют скорость денудации и, следовательно, в каждом климате определённую высоту верхнего уровня денудации. Впоследствии он отказался от этих представлений и в 1919 г. ввёл понятие «вершинная поверхность», отражающее факт постоянства уровня вершин без объяснения этого явления.
Его ученики — сербский географ Йован Цвиич, японский географ Наомаса Ямазаки, французский географ Эммануэль де Мартон, болгарский геоморфолог Жеко Радев, австрийский географ Фриц Махачек.

## Научные труды
- Die Vergletscherung der Deutschen Alpen, Lpz., 1882
- Morphologie der Erdoberfläche, Bd 1-2, Stuttg., 1894
- Die Alpen im Eiszeitalter, Bd 1-3, Lpz., 1909 (совместно с Е. Brückner’ом)
- Die Donau, Wien, 1891.

## Память
В честь него была названа «Медаль Альбрехта Пенка» (Albrecht-Penck-Medaille), Комитета по изучению четвертичного периода немецкоязычных стран, за выдающиеся исследования и публикации в области изучения четвертичного геологического периода.